# Kultura Vinča

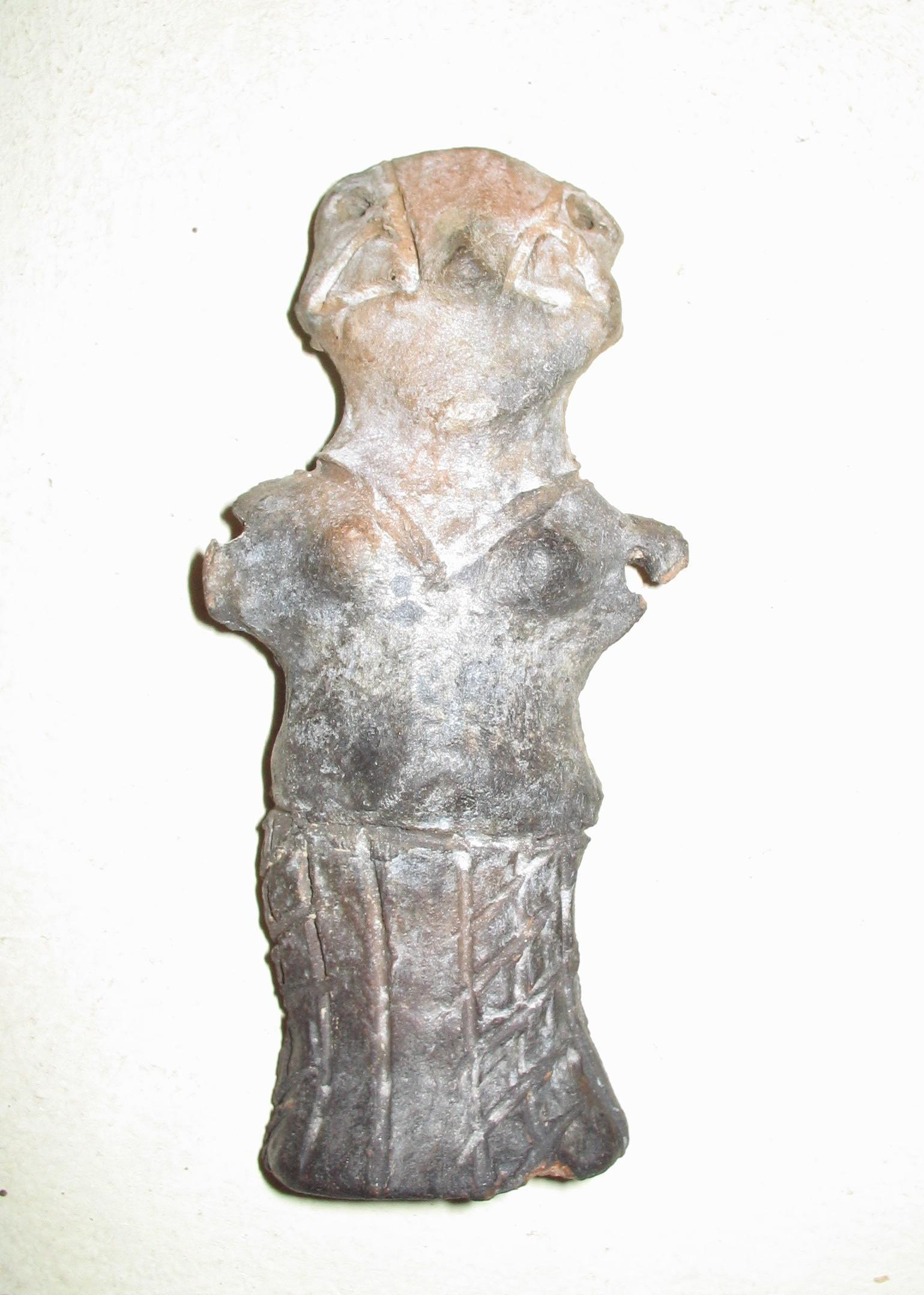
Antropomorfní figura s rýhami vyznačeným oděvem

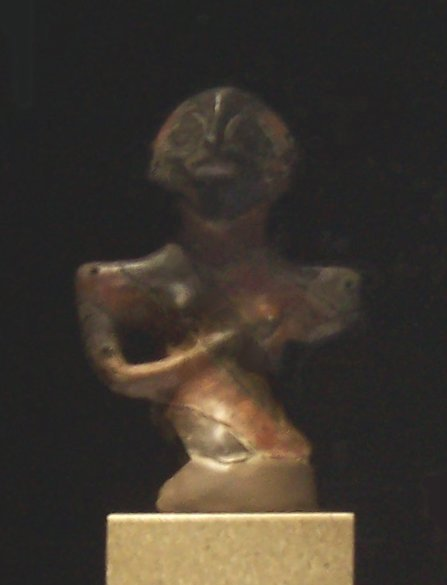
Paní z Vinčy

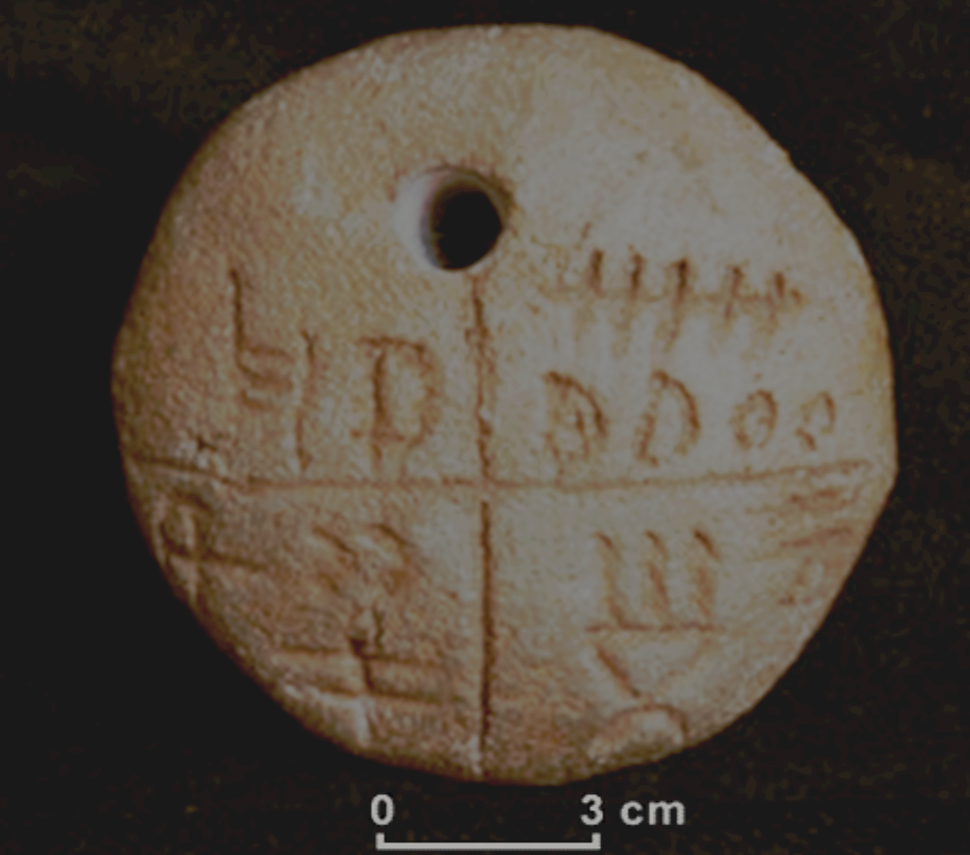
Tabulka z Tărtăria (Săliștea) s písmem Vinča.

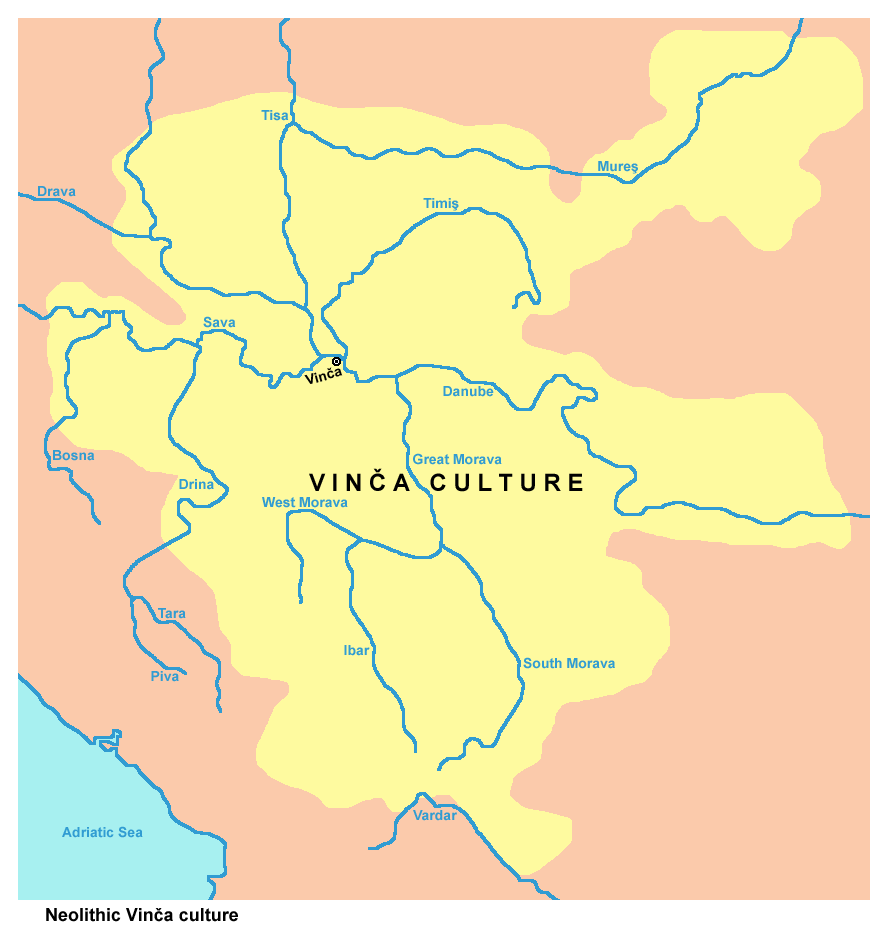

Kultura Vinča, také nazývaná kultura Turdaș případně kultura Turdaș-Vinča je neolitická archeologická kultura ve střední a jihovýchodní Evropě z období 5 700 až 4 500 př. n. l.
Je pojmenována podle hlavního naleziště Vinča-Belo Brdo, velkého sídelního telu na předměstí Bělehradu, objeveného srbským archeologem Milojem Vasićem v roce 1908. Je to pozůstatek pravěké společnosti, charakterizované určitým způsobem osídlení a rituálním chováním. Pěstební technologie, prvně zavedené v této oblasti v období 6 400 – 5 100 př. n. l., byla kulturou Vinča dále rozvinuta, což vyvolalo nárůst obyvatelstva a vytvoření jednoho z největších osídlení v prehistorické Evropě. Toto obyvatelstvo udržovalo vysoký stupeň jednotnosti dálkovou směnou rituálních předmětů, ale patrně nebylo politicky sjednocené. Poznávací značkou jsou různé styly zoomorfních a antropomorfních sošek, ale také znaky Vinča, které někteří považují za ranou formu prapísma. Ačkoliv nepatří do tradičně pojímaného období doby měděné, kultura Vinča poskytuje první známé příklady měděné metalurgie. Předměty vinčanské kultury byly nalezeny v šachtách pravěkého měděného dolu Rudna Glava v Srbsku.
Kulturu „Tordos“ určila maďarská archeoložka Zsófia Tormová v roce 1875 a pojmenovala podle vesnice Turdaș, maďarsky Tordos, v západním Rumunsku.